# Liste der Bodendenkmäler in Emmerting
Auf dieser Seite sind die Bodendenkmäler in der oberbayerischen Gemeinde Emmerting zusammengestellt. Diese Tabelle ist eine Teilliste der Liste der Bodendenkmäler in Bayern. Grundlage ist die Bayerische Denkmalliste, die auf Basis des Bayerischen Denkmalschutzgesetzes vom 1. Oktober 1973 erstmals erstellt wurde und seither durch das Bayerische Landesamt für Denkmalpflege geführt wird. Die folgenden Angaben ersetzen nicht die rechtsverbindliche Auskunft der Denkmalschutzbehörde.

## Bodendenkmäler in Emmerting
| Lage       | Objekt                                                 | Akten-Nr.     | Bild |
| ---------- | ------------------------------------------------------ | ------------- | ---- |
| (Standort) | Grabhügel vorgeschichtlicher Zeitstellung.             | D-1-7742-0075 |      |
| (Standort) | Kreisgraben vor- und frühgeschichtlicher Zeitstellung. | D-1-7742-0084 |      |
| (Standort) | Siedlung und Brandgräber der römischen Kaiserzeit.     | D-1-7742-0098 |      |